# Radio Free Europe (canção)
"Radio Free Europe" é uma canção da banda de rock alternativo estadunidense R.E.M. e o primeiro single lançado para o primeiro álbum de estúdio da banda Murmur, lançado em 1983. Antes de assinar um contrato com a gravadora I.R.S. Records, a banda já havia gravado a música em outra gravadora, a Hib-Tone, sendo lançada como single no dia 8 de Julho 1981. A música foi bem recebida pela crítica, alcançando o 389° lugar na lista das 500 melhores canções de todos os tempos da revista Rolling Stone. Em 2010, foi adicionada ao Registro Nacional de Gravações da Biblioteca do Congresso por estabelecer "o padrão para lançamentos posteriores de indie rock ao estourar nas rádios universitárias em face da indiferença geral das rádios convencionais".

## Posição nas paradas musicais
| Parada (1983)                              | Melhor posição |
| ------------------------------------------ | -------------- |
| Estados Unidos (Billboard Hot 100)         | 78             |
| Estados Unidos (Billboard Mainstream Rock) | 25             |